# Мария Александровна (великая княгиня)
Мари́я Алекса́ндровна (в иночестве Фотиния, ум. 1399) — великая княгиня, дочь великого князя Тверского и Владимирского Александра Михайловича и его жены Анастасии, третья жена великого князя Московского и Владимирского Симеона Ивановича Гордого. Этот брак привёл к временному примирению враждовавших между собой княжеских домов Москвы и Твери.

## Биография
Дата рождения Марии неизвестна. В 1326 году, после гибели в Орде своего старшего брата Дмитрия Грозные Очи, отец Марии, князь Александр Михайлович, сел на Тверском княжении. В следующем году восставшие тверичи убили ордынского посла царевича Чолхана. Хан Узбек послал на Тверь карательную рать, и Александр Михайлович был вынужден покинуть свой город — он нашёл убежище во Пскове. Здесь княжна Мария провела детские годы.
В 1338 году Александр Михайлович получил помилование от хана Узбека и вернулся в Тверь. Но уже через год он был вызван в Орду и по приказу хана казнён вместе со своим старшим сыном Фёдором. Вдова Александра Михайловича, Анастасия, с малолетними детьми осталась в Твери при дворе своего деверя, князя Константина Михайловича.
В 1346 году Константин Михайлович, союзник Москвы, умер в Орде. Великий князь Симеон Гордый, стремясь не упустить Тверь из сферы своего влияния, решил сделать ставку на его племянника Всеволода Александровича, старшего из сыновей Александра Михайловича. При содействии Симеона Всеволод получил от хана Джанибека ярлык на Тверское княжение. Новый союз Симеон задумал скрепить браком с сестрой Всеволода.
Зимой 1347 года Симеон отослал свою вторую жену Евпраксию (их брак был заключён незадолго до того, после смерти в марте 1345 года первой жены Симеона Анастасии) к её отцу, князю Фёдору Святославичу, на Волок. В Тверь для сватовства к Марие Александровне были отправлены бояре Андрей Кобыла (это первое летописное упоминание предка рода Романовых) и Алексей Хвост-Босоволков. Согласие на брак было получено — так Симеону удалось погасить длившуюся уже более сорока лет вражду между московским и тверским княжескими домами.
Однако третий брак, к тому же при живой второй жене, нарушал церковные каноны: Симеон женился в тайне от митрополита Феогноста. Узнав о браке, митрополит не благословил князя и повелел затворить церкви. Симеону пришлось добиваться разрешения на брак путём щедрой милостыни, посланной в Константинополь. В итоге, константинопольский патриарх дал великому князю своё благословение.
15 декабря 1347 года Мария родила не имевшему наследника Симеону сына Даниила, а в следующем году у них родился второй сын — Михаил. Таким образом, старшие сыновья Симеона и Марии получили имена основателей двух княжеских домов — Даниила Московского и Михаила Тверского. Впоследствии Мария родила ещё двух княжичей: Ивана (1351) и Семёна (1353).
В 1350 году Симеон Иванович, как великий князь Владимирский, дал согласие на брак великого князя Литовского Ольгерда с младшей сестрой Марии Александровны Ульяной. Два сильнейших князя русских земель стали свояками.
В 1353 году до Москвы добралась эпидемия чумы. В марте скончались княжичи Иван и Семён (Даниил и Михаил, очевидно, умерли прежде того). А 26 апреля, в возрасте 36 лет, умер сам великий князь Симеон Иванович. Лишившись сыновей, незадолго до смерти он составил духовную грамоту, в которой завещал весь свой удел, включавший города Коломну и Можайск со множеством сёл, а также треть московских доходов, жене Марии. Вопрос почему Симеон завещал удел вдове, в обход братьев, до сих пор является загадкой для историков.
Источники не сохранили известий о дальнейшей судьбе Марии. Уже в 1358 году Иван Красный, брат Симеона Гордого, распоряжался завещанными Марии городами в своей духовной грамоте. При каких обстоятельствах произошёл переход удела к Ивану неизвестно. Вероятно, оставшаяся без детей княгиня должна была уйти в монастырь.
Мария дожила до преклонных лет. Приняв в монашестве имя Фотиния, она умерла 17 марта 1399 года. Её похоронили в усыпальнице московских княгинь в Спасо-Преображенском соборе Спасского монастыря в Московском Кремле.
В 1478 году её останки были обретены нетленными и по приказу Ивана III облачены в новые ризы.
В 1933 году собор был снесён и могила великой княгини утрачена.

## «Пелена Марии Тверской»

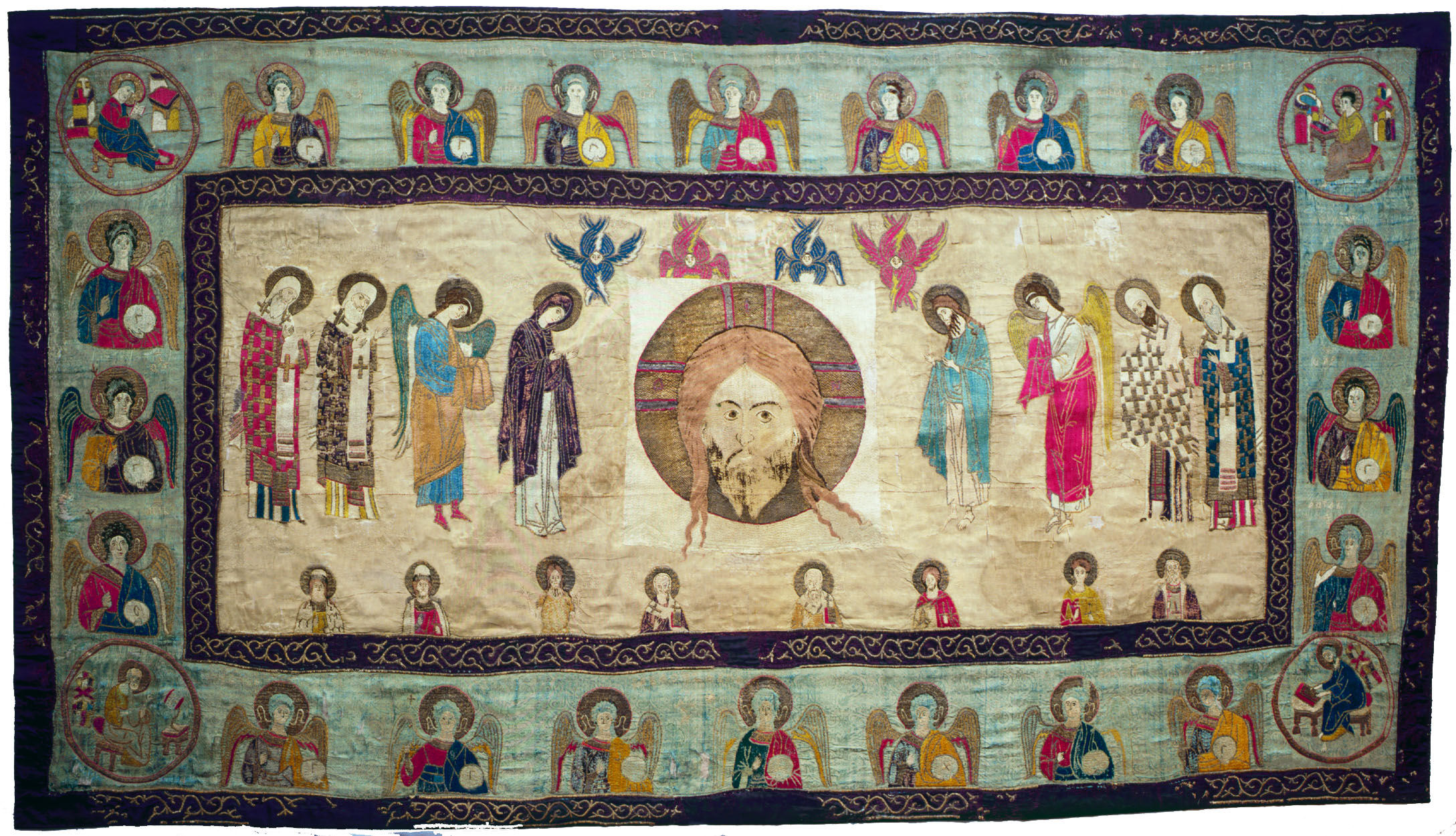
«Пелена Марии Тверской», 1389 г. ГИМ

В Государственном историческом музее хранится шитая пелена (возду́х), о происхождении которой сообщает помещенная на ней надпись: «В ле(т)о 6897-е нашитъ бы(с) с[иí] в[о]здухъ повеление(м) великия княгини Мареи Семеновыя». Воздух, таким образом, создан московскими мастерицами по заказу Марии Александровны в год смерти Дмитрия Донского (1389) — в память об усопшем князе и о важнейшем событии его эпохи — победе на Куликовом поле. В центр композиции помещен образ Спаса Нерукотворного, которому поклоняются Богородица, Иоанн Предтеча, архангелы и московские святители. Под ними — поясные фигуры святых, среди которых Димитрий Солунский и князь Владимир Креститель — небесные покровители героев Куликовской битвы Дмитрия Ивановича и его двоюродного брата Владимира Андреевича. Включение в ряд избранных святых князей Бориса и Глеба — призыв к членам московского великокняжеского дома хранить братскую любовь между собой.

## В художественной литературе
Мария Александровна является одним из действующих лиц романов Дмитрия Балашова «Симеон Гордый» (1983) и «Ветер времени» (1987) из цикла «Государи Московские».